# Badminton-Seniorenweltmeisterschaft 2019
Die Badminton-Seniorenweltmeisterschaft 2019 fand vom 4. bis zum 11. August 2019 in Katowice statt.

## Sieger und Platzierte
| Disziplin    | Gold                                          | Silber                                     | Bronze                                       |
| 35+          | 35+                                           | 35+                                        | 35+                                          |
| ------------ | --------------------------------------------- | ------------------------------------------ | -------------------------------------------- |
| Herreneinzel | Hirofumi Fujino                               | Chao Chun-ken                              | Philip Droste                                |
| Herreneinzel | Hirofumi Fujino                               | Chao Chun-ken                              | Anatoly Petelin                              |
| Dameneinzel  | Molthila Kitjanon                             | Perrine Lebuhanic                          | Ava Monney                                   |
| Dameneinzel  | Molthila Kitjanon                             | Perrine Lebuhanic                          | Joanna Dix                                   |
| Herrendoppel | Tommy Sørensen Jesper Thomsen                 | Niels Christian Blittrup Casper Lund       | Chen Chien-kuang Tsai Ming-wei               |
| Herrendoppel | Tommy Sørensen Jesper Thomsen                 | Niels Christian Blittrup Casper Lund       | Jens Marmsten Dennis von Dahn                |
| Damendoppel  | Hélène Dijoux Audrey Petit                    | Sarah Burgess Joanna Dix                   | Lisbeth T. Haagensen Helle Kæmpegaard        |
| Damendoppel  | Hélène Dijoux Audrey Petit                    | Sarah Burgess Joanna Dix                   | Monja Ehlert Gesa Weise                      |
| Mixed        | Tommy Sørensen Lisbeth T. Haagensen           | Atipong Kitjanon Molthila Kitjanon         | Mark King Mhairi Armstrong                   |
| Mixed        | Tommy Sørensen Lisbeth T. Haagensen           | Atipong Kitjanon Molthila Kitjanon         | Jens Ehlert Monja Ehlert                     |
| 40+          |                                               |                                            |                                              |
| Herreneinzel | Thorsten Hukriede                             | Josemari Fujimoto                          | Oliver Colin                                 |
| Herreneinzel | Thorsten Hukriede                             | Josemari Fujimoto                          | Conrad Hückstädt                             |
| Dameneinzel  | Claudia Vogelgsang                            | Chandrika de Silva                         | Elena Nozdran                                |
| Dameneinzel  | Claudia Vogelgsang                            | Chandrika de Silva                         | Rie Matsumoto                                |
| Herrendoppel | Ajit Haridas Vijay Lancy Mascarenhas          | Esben B. Kæmpegaard Morten Eilby Rasmussen | Xavier Engrand Jerome Krawczyk               |
| Herrendoppel | Ajit Haridas Vijay Lancy Mascarenhas          | Esben B. Kæmpegaard Morten Eilby Rasmussen | Lars Klintrup Mark Mackay                    |
| Damendoppel  | Erla Björg Hafsteinsdóttir Drífa Harðardóttir | Helene Abusdal Katja Wengberg              | Simone Galla Annette Grohmann                |
| Damendoppel  | Erla Björg Hafsteinsdóttir Drífa Harðardóttir | Helene Abusdal Katja Wengberg              | Chandrika de Silva Claudia Vogelgsang        |
| Mixed        | Josemari Fujimoto Rie Matsumoto               | Carl Jennings Rebecca Pantaney             | Thorsten Hukriede Michaela Hukriede          |
| Mixed        | Josemari Fujimoto Rie Matsumoto               | Carl Jennings Rebecca Pantaney             | Masayuki Matsumoto Nami Fukui                |
| 45+          |                                               |                                            |                                              |
| Herreneinzel | Liao Lien-Sheng                               | Dariusz Zięba                              | Christophe Lionne                            |
| Herreneinzel | Liao Lien-Sheng                               | Dariusz Zięba                              | Fernando Silva                               |
| Dameneinzel  | Georgy van Soerland                           | Shu Yuh-Ling                               | Csilla Fórián                                |
| Dameneinzel  | Georgy van Soerland                           | Shu Yuh-Ling                               | Nami Fukui                                   |
| Herrendoppel | Mikael Nilsson Ulf Svensson                   | Morten Aarup Carsten Loesch                | Wittaya Panomchai Pracha Wannawichitr        |
| Herrendoppel | Mikael Nilsson Ulf Svensson                   | Morten Aarup Carsten Loesch                | Jaseel P. Ismail Jaison Xavier               |
| Damendoppel  | Marielle van der Woerdt Georgy van Soerland   | Natalia Gonchar Olga Kuznetsova            | Majken Asmussen Lynne Campbell               |
| Damendoppel  | Marielle van der Woerdt Georgy van Soerland   | Natalia Gonchar Olga Kuznetsova            | Christina Rindshøj Dorte Steenberg           |
| Mixed        | Vadim Nazarov Olga Kuznetsova                 | Morten Aarup Lene Struwe Andersen          | Carsten Loesch Dorte Steenberg               |
| Mixed        | Vadim Nazarov Olga Kuznetsova                 | Morten Aarup Lene Struwe Andersen          | Fernando Silva Maria Gomes                   |
| 50+          |                                               |                                            |                                              |
| Herreneinzel | Wu Chang-Jun                                  | Jacek Hankiewicz                           | B. V. S. K. Lingeswara Rao                   |
| Herreneinzel | Wu Chang-Jun                                  | Jacek Hankiewicz                           | Joakim Nordgren                              |
| Dameneinzel  | Caroline Hale                                 | Kumiko Kushiyama                           | Tanja Eberl                                  |
| Dameneinzel  | Caroline Hale                                 | Kumiko Kushiyama                           | Dorota Grzejdak                              |
| Herrendoppel | Wattana Ampunsuwan Narong Vanichitsarakul     | Peter Busch-Jensen Bo Sørensen             | Jerzy Dołhan Jacek Hankiewicz                |
| Herrendoppel | Wattana Ampunsuwan Narong Vanichitsarakul     | Peter Busch-Jensen Bo Sørensen             | Jean Christensen Henrik Lykke                |
| Damendoppel  | Kumiko Kushiyama Ritsuko Sato                 | Elizabeth Austin Caroline Hale             | Tanja Karlsson Berit Thyness                 |
| Damendoppel  | Kumiko Kushiyama Ritsuko Sato                 | Elizabeth Austin Caroline Hale             | Lise Lotte Bilgrav Gitte Kruse               |
| Mixed        | Rajeev Bagga Elizabeth Austin                 | Prabhu Naik Naidu Kona Suzanne Venglet     | Oleksandr Tsyhankov Viktoria Pron            |
| Mixed        | Rajeev Bagga Elizabeth Austin                 | Prabhu Naik Naidu Kona Suzanne Venglet     | Morten Christensen Hanne Bertelsen           |
| 55+          |                                               |                                            |                                              |
| Herreneinzel | Geir Olve Storvik                             | Sergey Razuvaykin                          | Martin Qvist Olesen                          |
| Herreneinzel | Geir Olve Storvik                             | Sergey Razuvaykin                          | Keith Priestman                              |
| Dameneinzel  | Zhou Xin                                      | Manjusha Sudhir Sahasrabudhe               | Cathy Jane Bargh                             |
| Dameneinzel  | Zhou Xin                                      | Manjusha Sudhir Sahasrabudhe               | Jeannette van der Werff                      |
| Herrendoppel | Chaiwat Chaloempusitarak Mongkol Gumlaitong   | Henrik Madsen Geir Olve Storvik            | Surachai Makkasasithorn Nattapol Sanlekanun  |
| Herrendoppel | Chaiwat Chaloempusitarak Mongkol Gumlaitong   | Henrik Madsen Geir Olve Storvik            | Pornroj Banditpisut Bovornovadep Devakula    |
| Damendoppel  | Ilona Kienitz Petra Teichmann                 | Sandra Kroon Jeannette van der Werff       | Harumi Marui Chizuyo Nitabaru                |
| Damendoppel  | Ilona Kienitz Petra Teichmann                 | Sandra Kroon Jeannette van der Werff       | Pamela Peard Sian Williams                   |
| Mixed        | Magnus Nytell Helle Sjørring                  | Jürgen Schmitz-Foster Petra Teichmann      | Bobby Ertanto Heidi Bender                   |
| Mixed        | Magnus Nytell Helle Sjørring                  | Jürgen Schmitz-Foster Petra Teichmann      | Jan Bertram Petersen Jeannette van der Werff |
| 60+          |                                               |                                            |                                              |
| Herreneinzel | Arnold Dendeng                                | Dan Travers                                | Yuri Smirnov                                 |
| Herreneinzel | Arnold Dendeng                                | Dan Travers                                | Per Juul                                     |
| Dameneinzel  | Svetlana Zilberman                            | Heidi Bender                               | Kuniko Yamamoto                              |
| Dameneinzel  | Svetlana Zilberman                            | Heidi Bender                               | Sugako Morita                                |
| Herrendoppel | Jesper Helledie Dan Travers                   | Per Juul Birger Steenberg                  | Sarit Pisudchaikul Chongsak Suvanich         |
| Herrendoppel | Jesper Helledie Dan Travers                   | Per Juul Birger Steenberg                  | John Molyneux Ian Purton                     |
| Damendoppel  | Heidi Bender Svetlana Zilberman               | Sugako Morita Kuniko Yamamoto              | Anne C. Bridge Christina Davies              |
| Damendoppel  | Heidi Bender Svetlana Zilberman               | Sugako Morita Kuniko Yamamoto              | Jenny Cox Christine Crossley                 |
| Mixed        | Ian Purton Christine Crossley                 | Dan Travers Christine Black                | Roger Taylor Andi Stretch                    |
| Mixed        | Ian Purton Christine Crossley                 | Dan Travers Christine Black                | Philip Ian Richardson Jackie Hurst           |
| 65+          |                                               |                                            |                                              |
| Herreneinzel | Bruni Garip                                   | Seiji Yamamoto                             | Henry Paynter                                |
| Herreneinzel | Bruni Garip                                   | Seiji Yamamoto                             | Graham Michael Robinson                      |
| Dameneinzel  | Marie-Luise Schulta-Jansen                    | Christine Crossley                         | Marguerite Butt                              |
| Dameneinzel  | Marie-Luise Schulta-Jansen                    | Christine Crossley                         | Betty Bartlett                               |
| Herrendoppel | Jeppe Skov Jespen Per Mikkelsen               | Jiamsak Panitchaikul Prapatana Vasavid     | Peter Emptage John Gardner                   |
| Herrendoppel | Jeppe Skov Jespen Per Mikkelsen               | Jiamsak Panitchaikul Prapatana Vasavid     | Sushil Kumar Patet Surendra Singh Pundir     |
| Damendoppel  | Marguerite Butt Brenda Creasey                | Betty Bartlett Eileen M. Carley            | Gitte Attle Rasmussen Lieselotte Wengberg    |
| Damendoppel  | Marguerite Butt Brenda Creasey                | Betty Bartlett Eileen M. Carley            | Anna Bowskill Sylvia Penn                    |
| Mixed        | Peter Emptage Betty Bartlett                  | Henry Paynter Siew Har Hong                | Ole Krogh Mortensen Jette Nielsen            |
| Mixed        | Peter Emptage Betty Bartlett                  | Henry Paynter Siew Har Hong                | Robert J. Bell Eileen M. Carley              |
| 70+          |                                               |                                            |                                              |
| Herreneinzel | Johan Croukamp                                | Per Dabelsteen                             | Hubert Miranda                               |
| Herreneinzel | Johan Croukamp                                | Per Dabelsteen                             | Jim Garrett                                  |
| Dameneinzel  | Yuriko Okemoto                                | Yasuko Kataito                             | Elvira Richter                               |
| Dameneinzel  | Yuriko Okemoto                                | Yasuko Kataito                             | Sumiko Kaneko                                |
| Herrendoppel | Johan Croukamp Carl-Johan Nybergh             | Knud Danielsen Torben Hansen               | Michael John Cox Jim Garrett                 |
| Herrendoppel | Johan Croukamp Carl-Johan Nybergh             | Knud Danielsen Torben Hansen               | Peter Honnen Claus-Peter Lienig              |
| Damendoppel  | Haruko Asakoshi Yasuko Kataito                | Jette Nielsen Irene Sterlie                | Renate Knötzsch Monika Regineri              |
| Damendoppel  | Haruko Asakoshi Yasuko Kataito                | Jette Nielsen Irene Sterlie                | Sumiko Kaneko Yuriko Okemoto                 |
| Mixed        | Hans-Joachim Pothmann Monika Regineri         | Hirohisa Toshijima Yuriko Okemoto          | Harry Skydsgaard Thea Gyldenøhr              |
| Mixed        | Hans-Joachim Pothmann Monika Regineri         | Hirohisa Toshijima Yuriko Okemoto          | Ian Brothers Jan Hewett                      |
| 75+          |                                               |                                            |                                              |
| Herreneinzel | Seri Chintanaseri                             | Paweł Gasz                                 | Matthias Kiefer                              |
| Herreneinzel | Seri Chintanaseri                             | Paweł Gasz                                 | Akira Hirota                                 |
| Dameneinzel  | Renate Gabriel                                | Renate Knötzsch                            | Wiola Renholm                                |
| Dameneinzel  | Renate Gabriel                                | Renate Knötzsch                            | Mary Jenner                                  |
| Herrendoppel | Gerd Pflug Dietmar Unser                      | Paweł Gasz Leopold Tukendorf               | Akira Hirota Shinjiro Matsuda                |
| Herrendoppel | Gerd Pflug Dietmar Unser                      | Paweł Gasz Leopold Tukendorf               | Heiner Hanrath Michael Oversberg             |
| Damendoppel  | Beryl Goodall Mary Jenner                     | Renate Hoppe Christel Klaar                | Lisbeth Bengtsson Wiola Renholm              |
| Mixed        | Hans Schumacher Renate Gabriel                | Paweł Gasz Beryl Goodall                   | Wolfram Schatz Renate Knötzsch               |
| Mixed        | Hans Schumacher Renate Gabriel                | Paweł Gasz Beryl Goodall                   | Peter Gerth Christel Klaar                   |